# Fuerzas Armadas del Ecuador
Die Fuerzas Armadas del Ecuador sind die Streitkräfte der Republik Ecuador.

## Organisation
Sie bestehen aus folgenden Teilstreitkräften:
- Heer (Ejército Ecuatoriano)
- Kriegsmarine (Armada del Ecuador)
- Luftstreitkräfte (Fuerza Aérea Ecuatoriana)

Oberbefehlshaber ist der ecuadorianische Präsident. Die Armee war vorwiegend in Grenzkonflikte mit Peru verwickelt. Die Verteidigungsausgaben betragen 2,3 % des Bruttoinlandsprodukts (2019).

## Geschichte
Das Land erkämpfte sich unter Simón Bolívar und Antonio José de Sucre 1821 die Unabhängigkeit von Spanien und gehörte bis 1830 zu Großkolumbien. Sein weiterer eigenständiger geschichtlicher Weg war durch hohe politische und territoriale Instabilität gekennzeichnet. Die unablässige Abfolge zahlreicher Putsche und Staatsstreiche reicht bis in die heutige Zeit. Im 19. Jahrhundert kam es immer wieder zu kürzeren Bürgerkriegsepisoden, eine Entwicklung, die nach der Mitte des Jahrhunderts durch die klerikale Diktatur des Gabriel García Moreno für einige Jahre unterbrochen werden konnte.

## Ausrüstung
Das Heer verfügt u. a. über 30 Leopard 1 Kampfpanzer und Schützenpanzer (Typ BTR-3), die Luftstreitkräfte über 50 Embraer EMB 314 „Super Tucano“, 6 Dassault Mirage 50 sowie 12 Atlas Cheetah Kampfflugzeuge. Die Marine verfügt über 20 größere Einheiten, darunter das Segelschulschiff Guayas, sechs Korvetten der Tipo 550-Klasse und 2 U-Boote der U-Boot-Klasse 209 (Typ 1300).